# Führerschein ab 17
Mit Führerschein ab 17 ist meist eine Fahrerlaubnis der Klasse B (PKW) in der Europäischen Union gemeint.

## Deutschland
In Deutschland gibt es das begleitete Fahren. Dabei wird es Jugendlichen bereits mit 17 Jahren ermöglicht, eine Fahrerlaubnis der Klasse B oder BE zu erwerben. Diese Fahrerlaubnis ist jedoch mit der Auflage verbunden, nur zusammen mit einer namentlich in der Prüfungsbescheinigung genannten Begleitperson zu fahren. Erst mit 18 Jahren darf dann ohne Begleitperson gefahren werden. Die Ausbildung darf mit 16 ½ Jahren begonnen werden. Es gibt jedoch auch die Möglichkeit, eine Sondergenehmigung von der Gemeinde zu erhalten, wenn etwa der Jugendliche täglich zu einer Ausbildungsstätte fahren muss und Alternativen eher unzumutbar sind, oder auch wenn die Eltern erkrankt sind und die Hilfe des Jugendlichen für die Eltern notwendig ist. Mit dieser Sondergenehmigung kann der Jugendliche dann auch ohne Begleitperson ab 17 Jahren allein fahren. Die Verkehrsminister der Bundesländer in Deutschland haben Mitte April 2018 bekräftigt, das Mindestalter für begleitetes Fahren auf 16 Jahre absenken zu wollen.

## Österreich
In Österreich gibt es die L17-Ausbildung. Dies ist in Österreich eine Möglichkeit, den Führerschein für PKW (genauer: Klasse B) schon mit dem Alter von 17 Jahren zu erlangen. Die Ausbildung kann mit 15 ½ Jahren begonnen werden. Nach 32 Einheiten Theorie (je 50 min) und 12 Einheiten Praxis (je 50 min) in der Fahrschule kann der Prüfling Praxisfahrten mit einer Begleitperson von mindestens 3.000 km durchführen (s. L-Übungsfahrt). Abschließend erfolgen die Prüfungen. Ab frühstens 17 Jahren erhält der Jugendliche dann den B3 Führerschein. Der Jugendliche darf dann mit 17 Jahren einen PKW in Österreich, Deutschland, Großbritannien, Nordirland und Dänemark auch ohne Begleitperson fahren. Für deutsche Jugendliche ist der Erwerb des L17 Führerschein möglich, sofern der Erstwohnsitz des Jugendlichen in Österreich ist. Die Kosten für den Führerscheinerwerb der Klasse B liegen bei etwa 1200 Euro.

## Schweiz
In der Schweiz ist Begleitetes Fahren ab dem 1. Januar 2021 ab einem Alter von 17 Jahren zulässig. Der Touring Club Schweiz (TCS) fordert einen Lernfahrausweis ab 16 Jahren. Nach bestandener theoretischer Prüfung erhält der Prüfling einen Lernfahrausweis. Mit diesem Lernfahrausweis darf der Prüfling gemeinsam mit einer Begleitperson auf öffentlichen Straßen üben. Mit dem Alter von 18 Jahren darf dann die praktische Prüfung gemacht werden.

## Liechtenstein
Im Fürstentum Liechtenstein gibt es in Anlehnung an die Schweiz ebenfalls einen Lernfahrausweis ab dem Alter von 17 Jahren. Das ist ein begleitetes Fahren noch vor der praktischen Führerscheinprüfung. Erst mit dem Alter von 18 darf dann die praktische Prüfung abgelegt werden.

## Luxemburg
In Luxemburg gibt es das begleitete Fahren ab dem 17. Lebensjahr noch vor der praktischen Prüfung. Sobald die theoretische Fahrprüfung bestanden wurde und 12 Fahrstunden in einer Fahrschule absolviert wurden, kann der Prüfling mit einem Begleiter auf öffentlichen Straßen üben. Die praktische Fahrprüfung erfolgt danach.

## Frankreich
In Frankreich besteht seit Dezember 1989 die Möglichkeit zum Begleiteten Fahren ab dem 16. Lebensjahr (15. Lebensjahr seit 2014). Als Begleitperson ist ein Elternteil vorgesehen, der eine Fahrpraxis von mindestens fünf Jahren nachweisen kann. Am Heck des (in der Regel elterlichen) Fahrzeugs muss eine für alle Verkehrsteilnehmer sichtbare Plakette Conduite accompagnée (deutsch: begleitetes Fahren) mit einem Durchmesser von 15 cm angebracht sein (selbstklebend, magnetisch oder elektrostatisch hinter der Heckscheibe). Es wird empfohlen, das Fahrzeug mit zusätzlichen Rückspiegeln (ähnlich den Fahrschulfahrzeugen) auszustatten.

## Irland
In Irland kann der Führerschein der Klasse B im Alter von 17 Jahren erworben werden. Da es sich um einen vollständigen EU-Führerschein der Klasse B handelt, kann ein Jugendlicher im Alter von 17 Jahren in der gesamten EU einen PKW ohne Begleitung steuern. In Irland gibt es keine Fahrschulen. Der Prüfling bereitet sich eigenständig auf die theoretische Prüfung vor und meldet sich dann zur theoretischen Prüfung eigenständig an. Dies kann frühstens im Alter von 16 Jahren erfolgen. Nach bestandener theoretischer Prüfung erhält der Prüfling die Erlaubnis mit einer Begleitperson eigenständig Fahrübungen auf öffentlichen Straßen durchzuführen (Learner Permit). Das Fahrzeug muss dazu mit einem großen 'L' für Learner markiert sein. Die Begleitperson muss gewisse Voraussetzungen erfüllen. Sobald der Prüfling genug Fahrpraxis gesammelt hat, meldet sich dieser eigenständig zur praktischen Fahrprüfung an. Dies kann frühstens nach 6 Monaten und muss spätestens nach 24 Monaten erfolgen. Dabei muss das Alter von 17 Jahren erreicht sein. Der Führerschein ist 10 Jahre gültig. Danach müssen die Prüfungen wiederholt werden. Ab einem Alter von 60 Jahren müssen die Prüfungen alle 3 Jahre wiederholt werden. Da die Kosten für Fahrschulen entfallen, kann der Führerscheinerwerb sehr kostengünstig sein. Für deutsche Jugendliche ist der Erwerb dieses Führerscheins möglich, sofern ein Wohnsitz in Irland besteht. Das kann z. B. während einem Schüleraustausch oder einem Au-Pair sein. Dieser Führerschein kann dann später ab dem Alter von 18 Jahren auf einen deutschen Führerschein umgeschrieben werden. In Irland gilt Linksverkehr.

## Schweden
In Schweden ist begleitetes Fahren ab 16 Jahren möglich. Schweden hatte diese Art des Erlernens des Autofahrens von Anfang an praktiziert. Es wird ein Begleitfahrer mit bestimmten Voraussetzungen benötigt. Dieser muss zusammen mit dem Prüfling mindestens drei Stunden einer Anweisung durch einen öffentlichen Prüfer folgen. Danach darf der Prüfling gemeinsam mit der Begleitperson auf öffentlichen Straßen üben. Das Auto wird mit Schildern entsprechend gekennzeichnet. Der Prüfling erarbeitet sich in dieser Zeit den theoretischen Stoff eigenständig. Theorie und Praxis sollen in dieser Zeit gleichzeitig erlernt werden. Erst am Ende dieser Übungsphase finden dann die theoretischen und praktischen Prüfungen statt. Fahrstunden und Theorieunterricht in einer Fahrschule sind nicht notwendig, können aber absolviert werden. Am Ende ist lediglich die Teilnahme an einem Fahrsicherheitstraining verpflichtend, bei dem gefährliche Fahrmanöver trainiert werden. Ohne Begleitperson darf der Führerscheinneuling dann jedoch erst im Alter von 18 Jahren fahren.

## Belgien
Ab dem Alter von 17 Jahren darf die theoretische Fahrprüfung abgelegt werden. Nach bestandener theoretischer Fahrprüfung erhält der Prüfling einen provisorischen Führerschein und darf bereits ab dem Alter von 17 Jahren mit einer Begleitperson auf öffentlichen Straßen üben. Fahrstunden in einer Fahrschule sind nicht notwendig. Es müssen mindestens 1500 km nachgewiesen per Fahrtenbuch zurückgelegt werden, bevor die praktische Prüfung absolviert werden kann. Ab dem Alter von 18 Jahren kann sich der Prüfling dann zur praktischen Fahrprüfung anmelden.

## Weitere Länder
Weitere Länder, in denen das Fahren ab 17 möglich ist, sind Norwegen und Spanien.